# Betörés (film)
A Betörés (eredeti cím: Breaking In) egy 2018-as amerikai bűnügyi-thriller, melyet James McTeigue rendezett. Főszereplő Gabrielle Union, aki Will Packer, James Lopez, Craig Perry és Sheila Taylor mellett a film producere is.
A film fő forgatása 2017 júliusában kezdődött Dél-Kaliforniában.
2018. május 11-én jelent meg az Amerikai Egyesült Államokban. Magyarországon DVD-n és blu-rayen jelent meg szinkronizálva, 2018. szeptember 7-én a Bontonfilm forgalmazásában.
A film világszerte több mint 51 millió dolláros bevételt tudott termelni, amely a 6 milliós költségvetésével szemben igen jó eredménynek számít. A film általánosságban vegyes értékeléseket kapott a kritikusoktól; néhányan dicsérték Union filmbéli teljesítményét, ám a filmet úgy jellemezték, hogy „a karakterek ábrázolása gyenge és a cselekmény is kiszámítható”.
A film végigkövet egy édesanyát, akinek meg kell védenie gyermekeit, miután a közelmúltban elhunyt apja házát betörők támadták meg.

## Cselekmény
Apja, Isaac gyilkosság áldozata lett, ezért lánya, Shaun Russell két gyermekével, Jasmine-nel és Gloverrel elutazik abba a házba, ahol felnőtt és ahol apja élt. Shaun szándékában áll rendezni apja birtokát, és eladni a távoli fekvésű házat, amely több biztonsági funkcióval is rendelkezik, köztük egy kézi távirányítóval. A biztonsági rendszer offline állapotban van érkezésükkor, de Jasmine hamarosan újraaktiválja.
Azt ismeretlen családhoz négy elkövető – Peter, Sam, Duncan, és a banda főnöke, Eddie – betör és ki akarják rabolni. Jasmine-t és Glovert túszul ejtik, Shaun kívül reked a kertben, majd elmenekül Peter elől. Hamarosan  Peter elkezdi üldözni Shaunt az erdőn át, ahol ő leüti Petert. Fához kötözi és a száját beragasztja, majd a kaputelefonon keresztül felhívja a házat. Eddie elmondja neki, hogy a 4 millió dollárt tartalmazó széf miatt jöttek; Isaac-ot mind az FBI, mind pedig a DA nyomon követte, ám Sam megtudta, hogy felszámolta a vagyonát. Az elkövetőknek csak 90 percük van, hogy megszakítsák a telefonvonalakat, mielőtt a biztonsági társaság kapcsolatba lépne a hatóságokkal, tehát minél előbb meg akarják kapni a pénzt és gyorsan elmenekülni.
A fák között rejtőzködve Shaun látja, hogy Maggie, egy ingatlanügynök papírdokumentumokkal érkezik a ház eladása miatt. Eddie az ajtónál köszönti, elmagyarázva, hogy Shaun nemrég elment a városba, ekkor megkísérli behívni. Maggie észreveszi Shaun pénztárcáját Eddie mögött az asztalon, és tudja, hogy valami nincs rendben, majd udvariasan elutasítja, hogy bemenjen. Amikor Maggie hátat fordít Eddie-nek és távozna, Duncan mögé lopózik és elvágja a torkát, amely Eddie-t felháborítja, mivel Shaun ezek után nem lesz olyan könnyen irányítható.
Shaun talál egy házba vezető utat, és utasításokat ad Jasmine-nek. Amikor Eddie és Duncan elkezdik fenyegetni a gyerekeket, Jasmine a széfhez vezeti őket, amelyet Shaun szerint csak Peter tudna kinyitni. Shaun visszatér Peterrel, késsel annak torkán, és a családjának a szabadon bocsátását követeli. Eddie többszörösen lelövi Petert, és Shaun visszamenekül az erdőbe. Peternek volt egy flash meghajtója, amely tartalmaz egy számítógépes kódot a nyakláncán, amire szükségük van a széf feltöréséhez. Eddie az összes zacskóban lévő pénzzel együtt fel akarja gyújtani a házat a gyerekekkel együtt, hogy elmenekülhessen, ami Samnek nem tetszik. Ezután Shaun elvonja a figyelmüket a hordozható kézi biztonsági távirányítóval, egy zenét lejátszva.
Duncan és Sam egy másik mentési kísérlet során megtalálják Shaunt a háztetőn. A nő meghallja, hogy a házból egy lövés érkezik, ekkor kihasználva az alkalmat lelöki Samet a tetőről (aki a nyakát töri), miközben megmenti magát a kötél segítségével, amelyet a tetőhöz rögzített. Ezt követően Shaun kiveszi Sam teherautójának kulcsát, amely a zsebéből esett ki. Eközben Jasmine kiszabadítja magát és Glovert, miután egy törött lámpából származó üvegszilánkkal átvágta a kötést. A gyerekek elmenekülnek a házból, de üldözni kezdi őket Eddie. Shaun Sam teherautóját használva elgázolja Duncant, de amikor megpróbálnak elmenekülni, Eddie kilövi a teherautó gumiabroncsait, és egy fának csapódik az autó.
Shaun és a gyerekek bezárják magukat a házba, azt gondolva, hogy az egésznek vége, amíg felfedezik, hogy a pénzzel teli zsák még a házban van, mert a rablók hátrahagyták. Shaun férje, Justin váratlanul megérkezik, és Eddie megtámadja, amely ráveszi Shaunt az ajtó kinyitására. Megtalálja Shaunt a pénzeszsákkal, aki benzinnel leöntötte magát és öngyújtót tart a kezében. Ha Eddie megöli, az öngyújtó meggyújtja a zsákot, és elég a pénz. Le kell raknia a fegyvert, így Shaun hagyja, hogy elvegye a táskát. Duncan azonban megjelenik és Eddie-t halálra szúrja. Shaun után megy, és azzal fenyegeti, hogy megerőszakolja őt és Jasmine-t. Jasmine megérkezik, hogy segítsen anyjának, de Duncan legyőzi őt. Shaun a dulakodás alatt elcseni Duncan kését és leszúrja.
Nem sokkal később megérkezik a rendőrség, Shaun és a gyerekek pedig kimennek Justinhoz.

## Szereplők
| Szereplő        | Színész         | Magyar hang     |
| --------------- | --------------- | --------------- |
| Shaun Russell   | Gabrielle Union | Bánfalvi Eszter |
| Eddie           | Billy Burke     | Kálid Artúr     |
| Duncan          | Richard Cabral  | Nagypál Gábor   |
| Jasmine Russell | Ajiona Alexus   | Károlyi Lili    |
| Glover Russell  | Seth Carr       | Mayer Marcell   |
| Sam             | Levi Meaden     | Varju Kálmán    |
| Peter           | Mark Furze      | Kovács Lehel    |
| Justin Russell  | Jason George    | Sarádi Zsolt    |
| Maggie Harris   | Christa Miller  | Román Judit     |
| Isaac Paulson   | Damien Leake    | Nem beszél      |

## Gyártás
A Betörés forgatása 2017 júliusában kezdődött Los Angelesben és Malibuban (Kalifornia).
Az Universal Pictures 2018. január 11-én adta ki a film első hivatalos előzetesét.